# 周和平 (1949年)
周和平（1949年—），男，河北沙河人，曾任中学教师、校长，河北任县、湖北郧县委副书记，国家人事部处长，中国国家图书馆馆长（副部长级）。现任南京大学、武汉大学兼职教授，中国国家图书馆名誉馆长。

## 生平
1949年出生于河北省沙河市。
1968年8月参加工作
1978年11月加入中国共产党
1995年1月至2001年11月任国家图书馆党委书记、常务副馆长。
2001年3月至2010年2月任中华人民共和国文化部党组成员、副部长
2009年12月起任中国国家图书馆馆长（副部长级）。
2014年1月起任中国国家图书馆名誉馆长。

## 社会兼职
- 国家古籍保护中心主任
- 全国古籍保护工作部际联席会议成员
- 中国图书馆学会常务副理事长、理事长、名誉理事长
- 非物质文化遗产保护工作部际联席会议成员兼秘书长
- 第十一届全国政协委员，全国政协社会和法制委员会委员